# Dai Sijie
Dai Sijie (戴思杰S, Dài SījiéP; Chengdu, 2 marzo 1954) è uno scrittore e regista cinese.

## Biografia
Figlio di Dai Baoming e di Hu Xiaosu, professori di scienze mediche presso la West China University, Dai Sijie nasce a Putian, nella Provincia del Fujian in Cina e da giovanissimo, durante la Rivoluzione Culturale, viene spedito nella provincia del Sichuan in un campo di rieducazione fino al 1974. Alla morte di Mao, entra all'Università dove studia storia dell'arte e dove riesce ad ottenere una borsa di studio in Francia. Da allora vive e lavora a Parigi.

## Opere
- Dai Sijie, Balzac e la piccola sarta cinese, Milano, Adelphi, 2005, ISBN 88-459-1899-8.
- Dai Sijie, Muo e la vergine cinese, Milano, Adelphi, 2004, ISBN 88-459-1922-6.
- Dai Sijie, Una notte in cui la luna non è sorta, Milano, Adelphi, 2008, ISBN 978-88-459-2303-6.
- (FR) Dai Sijie, Le Complexe de Di, Parigi, Gallimard, 2005, ISBN 2-07-030921-5.
- Dai Sijie, Il Vangelo secondo Yong Sheng, San Paolo Edizioni, 2020

## Filmografia

### Regista
- Chine, ma douleur (1989) (Premio Jean Vigo)
- Le Mangeur de lune (1994)
- Le onzieme (1998)
- Balzac e la piccola sarta cinese (2002)
- Les filles du botaniste (2006)

## Riconoscimenti

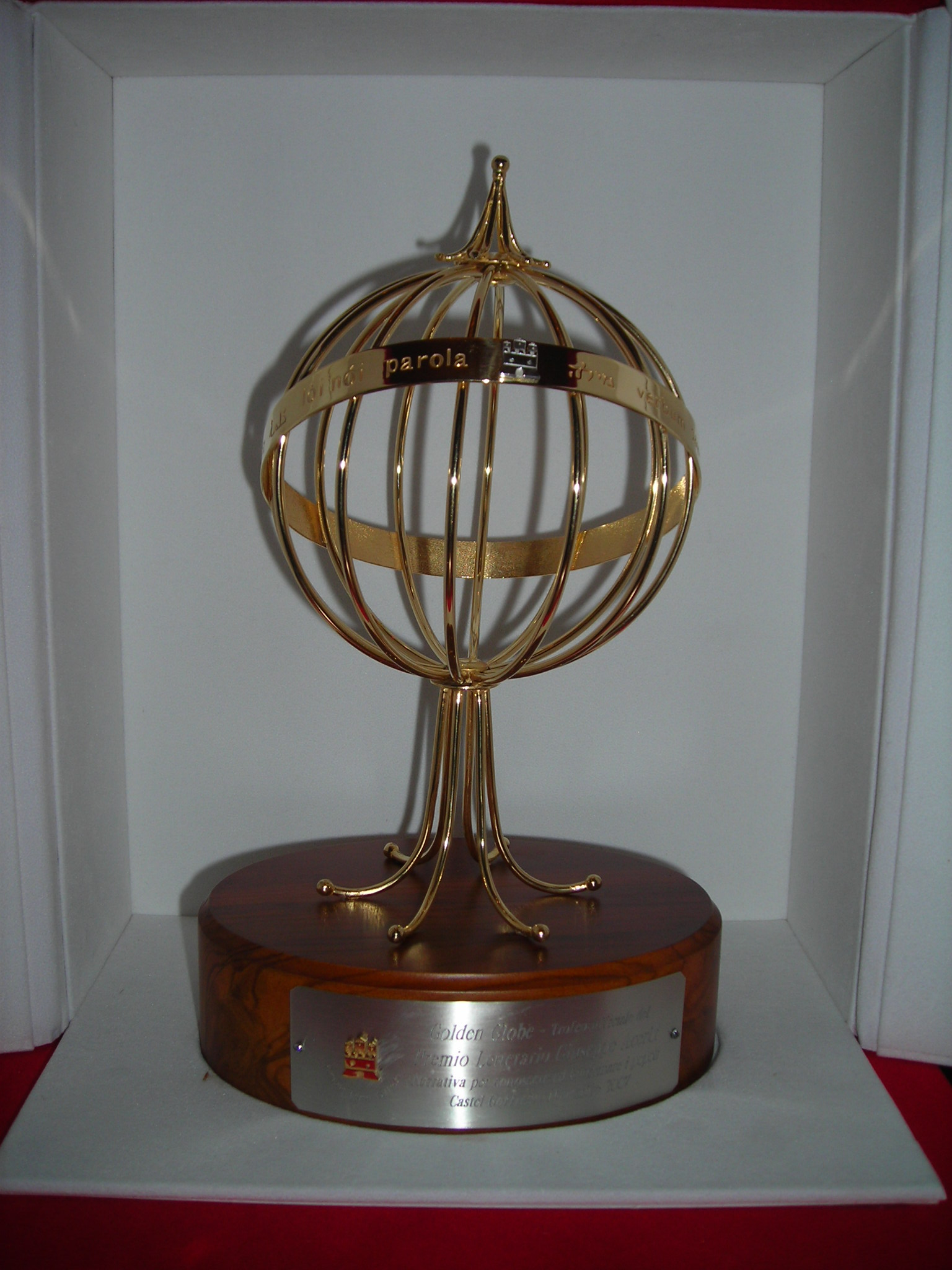
Premio letterario Giuseppe Acerbi.

- 2003 – Prix Femina per il romanzo Le Complexe de Di
- 2015 – Premio letterario Giuseppe Acerbi per il romanzo Balzac e la piccola sarta cinese.